# Monochamus triangularis
Monochamus triangularis là một loài bọ cánh cứng trong họ Cerambycidae.